# Eupatula macrops
Eupatula macrops is een vlinder uit de familie van de spinneruilen (Erebidae). De wetenschappelijke naam is gepubliceerd in 1768 door Linnaeus.